# Menaethius monoceros
Menaethius monoceros är en kräftdjursart som först beskrevs av Pierre André Latreille 1825.  Menaethius monoceros ingår i släktet Menaethius och familjen Epialtidae. Inga underarter finns listade i Catalogue of Life.